# Hilde Zadek
Hilde Zadek (Bydgoszcz, 15 de dezembro de 1917 — 21 de fevereiro de 2019) foi uma soprano de ópera alemã. Depois de se mudar da sua cidade natal, conseguiu cidadania polonesa. Após a Primeira Guerra Mundial, em 1920, os seus pais mudaram-se para Estetino, onde Zadek passou sua juventude.

## Biografia
No entanto, como judia, foi forçada a deixar a Alemanha, em 1934, e instalou-se na, então, Palestina, onde trabalhou como enfermeira em Jerusalém, enquanto estudava voz com Rose Pauly. Somente em 1945, voltou para a Europa e estudou em Zurique com Ria Ginster.
Ela fez sua ópera de estreia em 1947, com a Ópera Estatal de Viena, como Aida ao grande sucesso. Ela permaneceu com este teatro de vinte anos. No ano seguinte, apareceu pela primeira vez no Festival de Salzburgo, no qual cantou como Donna Anna, Vittelia, Ariadne. Seu repertório também incluiu; Elsa, Eva, Iphigénie, Tosca, etc. Além disso, tomou parte na criação de Carl Orff's Antigonae, em 1949, e cantou Magda Sorel no local de estreia em Viena, de Menotti's O Cônsul em 1950. Ela também apareceu em Munique Ópera Estatal e da Ópera Estatal de Berlim.
Fez participações especiais no Royal Opera House, em Londres, o Festival de Glyndebourne e o Holland Festival, na Ópera de Paris, La Monnaie, em Bruxelas, La Scala , em Milão, o Maggio Musicale Fiorentino, o Teatro Bolshoi, em Moscou, entre outros.
Cantou no Metropolitan Opera, em Nova York, durante a temporada de 1952-53. Ela também apareceu na Ópera de São Francisco e o Teatro Colón, em Buenos Aires. No início de 1967, a soprano ensinou na Academia de Música de Viena, e deu masterclasses. Ela se retirou do palco em 1971.

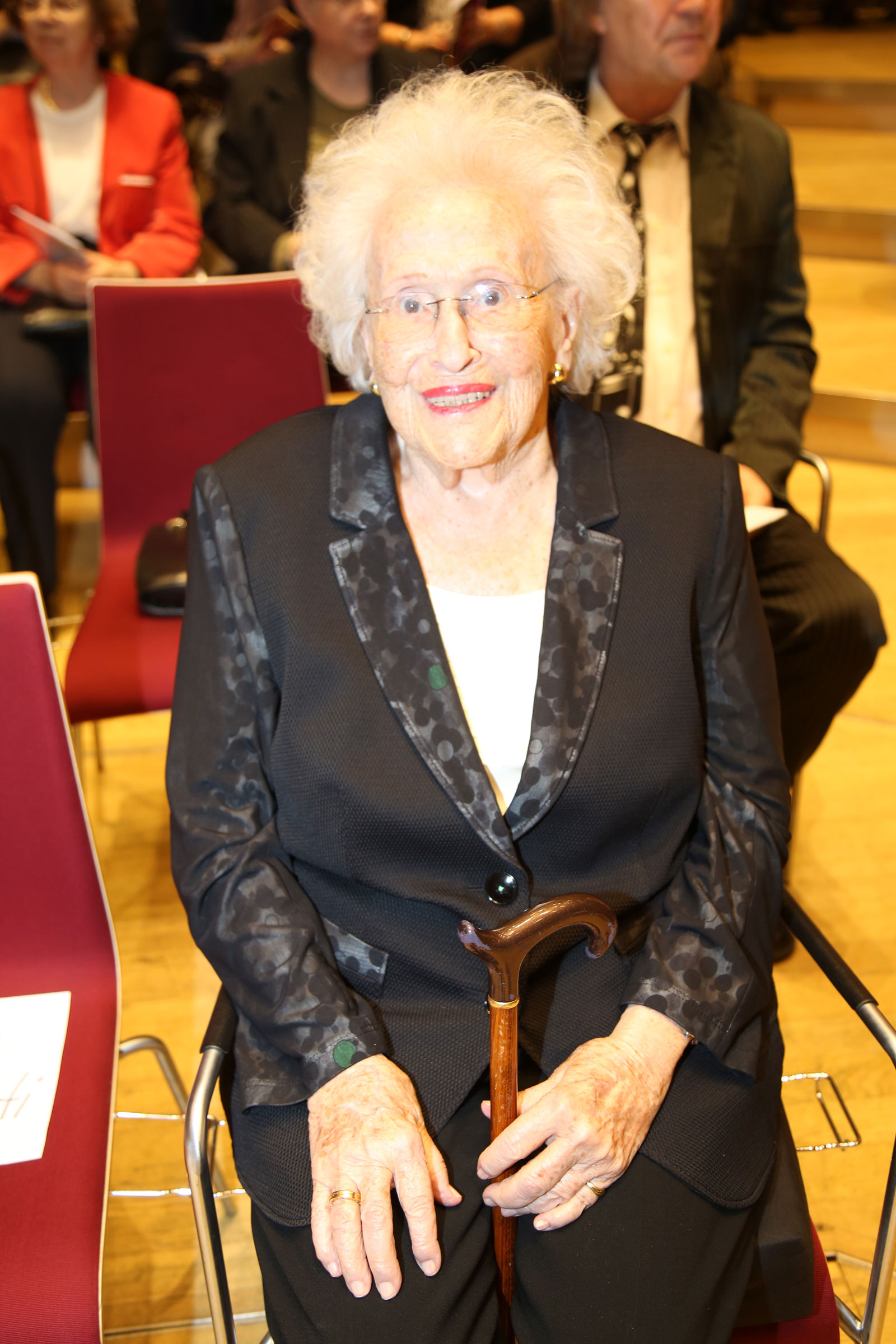
Zadek, em abril de 2015, aos 97 anos

Deixou uma notável gravação de Donna Anna em um completo Don Giovanni, em Rudolf Moralt, em frente George em Londres, Léopold Simoneau, Sena Jurinac. Ela virou-se 100 em 15 de dezembro de 2017.

## Condecorações e prêmios
- Membro honorário da Ópera Estatal de Viena
- 1965 Austríaco-Cruz de Honra para a Ciência e a Arte
- Honorário Medalha de Viena, em ouro
- 2007 doutoramento Honoris causa, pela Universidade de Música de Karlsruhe (no seu aniversário de 90 anos)
- Grande Decoração de Honra por Serviços à República da Áustria